# دواين رود
دواين رود (بالإنجليزية: Dwayne Rudd)‏ هو لاعب كرة قدم أمريكية أمريكي، ولد في 3 فبراير 1976 في بيتسفيل في الولايات المتحدة.

## وصلات خارجية
- دواين رود على موقع مرجع كرة القدم المحترفة.كوم (الإنجليزية)